# Malentyn
Malentyn (kaszb.Maléntëno) – osada leśna w Polsce, położona w województwie pomorskim (najmniejsza wieś województwa), w powiecie gdańskim, w gminie Pruszcz Gdański
Wieś  nad Kłodawą, jest częścią składową sołectwa Żuławka.
W latach 1945-1998 miejscowość należała do województwa gdańskiego.

## Historia
Istnienie osady związane było z otaczającymi osadę lasami, pozyskane z nich drewno  stanowiło źródło opału i budulca dla Gdańska. Do 1454 roku, kiedy ówczesny folwark został przejęty przez Radę Miasta Gdańska, Malentyn związany był z Zakonem Krzyżackim, najpierw z dworem gospodarczym w Cieplewie, a potem (od około 1409-1415 roku) w Warczu. Pierwszy zapis o Mallentiner Wald pochodzi z 8 listopada 1339 roku i dotyczy potwierdzenia przez komtura Winricha von Kniprode Demachowi i Thomasowi zwrotu majątku przez Rüdigera. Kolejna informacja z 1483 roku mówi o wydzierżawieniu przez Gdańsk wsi wraz z majątkiem Wartscher Wald (późniejszy Warcz) gdańskiemu ławnikowi Jakobowi von Frechten za dług wynoszący 1000 marek.
W 1793 roku wieś zamieszkiwało 21 osób w 4 rodzinach, liczyła ona 800 mórg powierzchni, a wraz z wybudowaniem Kanincherberger Walde obszar wynosił 930 mórg.
W 1887 roku po reformie administracyjnej weszła w skład powiatu Danziger Höhe i podlegała obwodowi w Żuławie, gdzie znajdował się urząd stanu cywilnego i siedziba obwodu. Kościół ewangelicki mieścił się w Przywidzu, a od 1891 w Mierzeszynie, a katolicki w Pręgowie. W 1905 roku wieś zamieszkiwało 5 mieszkańców, a w 1910 roku - 8. W 1920 roku znalazła się w granicach utworzonego Wolnego Miasta Gdańska, a we wrześniu 1939 roku została wcielona do Rzeszy .
Nazwa osady w ciągu wieków zmieniała i była zapisywana jako: Mallenczyn, Malenzin w 1811 r., Mallentin (Malęcin) w 1866 r.